# Konopki (Biała Piska)
Konopki (deutsch Konopken, 1938 bis 1945 Mühlengrund) sowie Kolonia Konopki sind zwei Ortschaften innerhalb der polnischen Woiwodschaft Ermland-Masuren, die zur Gmina Biała Piska (Stadt- und Landgemeinde Bialla, 1938 bis 1945 Gehlenburg) im Powiat Piski (Kreis Johannisburg) gehören.

## Geographische Lage
Konopki liegt im südlichen Osten der Woiwodschaft Ermland-Masuren, 19 Kilometer östlich der Kreisstadt Pisz (deutsch Johannisburg). Zwei Kilometer westlich liegt die Ortschaft Kolonia Konopki.

## Geschichte

### Konopki
Im Jahre 1435 wurde das nach 1579 Konopke und bis 1938 Konopken genannte kleine Dorf durch den Deutschen Ritterorden als Freigut mit 16 Hufen nach kölmischem Recht gegründet.
Zwischen 1874 und 1945 war das Dorf in den Amtsbezirk Belzonzen (1938 in „Amtsbezirk Großdorf (Ostpr.)“ umbenannt) eingegliedert, der zum Kreis Johannisburg gehörte.
Die Zahl der Einwohner Konopkens belief sich im Jahre 1910 auf 156 und im Jahre 1933 auf 150. Am 3. Juni (amtlich bestätigt am 16. Juli) 1938 wurde Konopken aus politisch-ideologischen Gründen der Abwehr fremdländisch klingender Ortsnamen in „Mühlengrund (Ostpr.)“ umbenannt. Die Einwohnerzahl betrug 1939 noch 136.
In Kriegsfolge kam das Dorf 1945 mit dem gesamten südlichen Ostpreußen zu Polen und erhielt die polnische Namensform „Konopki“. Heute ist es Sitz eines Schulzenamtes (polnisch Sołectwo) und somit eine Ortschaft im Verbund der Stadt- und Landgemeinde Biała Piska (Bialla, 1938 bis 1945 Gehlenburg) im Powiat Piski (Kreis Johannisburg), bis 1998 der Woiwodschaft Suwałki, seither der Woiwodschaft Ermland-Masuren zugehörig. Konopki verzeichnete im Jahre 2011 eine Einwohnerzahl von 128.

### Kolonia Konopki
Die kleine Kolonia Konopki ist eine unselbständige Ortschaft innerhalb der Stadt- und Landgemeinde Biała Piska. Über ihre Historie oder einen deutschen Namen vor 1945 ist nichts belegt, und es ist anzunehmen, dass sie erst nach 1945 angelegt wurde.

## Religionen
Bis 1945 war Konopken resp. Mühlengrund in die evangelische Kirche Bialla in der Kirchenprovinz Ostpreußen der Kirche der Altpreußischen Union sowie in die römisch-katholische Kirche Johannisburg im Bistum Ermland eingepfarrt.
Heute gehört Konopki mit Kolonia Konopki zur Pfarrei Biała Piska im Bistum Ełk der Römisch-katholischen Kirche in Polen. Die evangelischen Einwohner sind ebenfalls nach Biała Piska orientiert, dessen Kirchengemeinde eine Filialgemeinde der Pfarrei Pisz in der Diözese Masuren der Evangelisch-Augsburgischen Kirche in Polen ist.

## Schule
Konopken wurde im Jahre 1855 Schulort.

## Verkehr
Konopki  liegt an der Droga powiatowa 1678N, die von Biała Piska bis nach Taczki (Tatzken) im Powiat Ełcki (Kreis Lyck) führt. Durch Kolonia Konopki führt die Woiwodschaftsstraße 667.
Die Bahnstrecke Olsztyn–Ełk (Allenstein–Lyck) verläuft – allerdings ohne Halt – östlich an Konopki vorbei, so dass das Dorf über keine Bahnanbindung verfügt.